# Force of Execution
Force of Execution (bra: Senhor do Crime) é um filme estadunidense de 2013 do gênero ação, dirigido por Keoni Waxman e estrelado por Steven Seagal, Ving Rhames e Bren Foster.

## Sinopse
O nome mais respeitado no crime organizado é o de Alexander Coates (Steven Seagal).  Gangster que construiu um império, ele decide quem vive e quem morre. E nem mesmo aqueles que estão a seu serviço podem cometer erros. Quando seu protegido, Roman Hurst (Bren Foster), mata um alvo errado em meio a um trabalho de rotina, Alexander poupa sua vida, mas quebra as duas mãos de sue antigo assassino de confiança. Meses depois, Alexander está dividido entre o seu legado e a vontade de sair dessa vida. Até que aparece Iceman (Ving Rhames), um assassino cruel que acabou de sair da prisão e está disposto a controlar o crime organizado. Alexander percebe que vai precisar da ajuda de Hurst por uma última vez.

## Elenco
- Steven Seagal – Alexander Coates
- Ving Rhames – Ice Man
- Danny Trejo – Jimmy Peanuts
- Bren Foster – Roman Hurst
- Jenny Gabrielle - Karen
- Marlon Lewis - Dante
- David House - Dre
- Gillie Da Kid - Clay
- Andy Brooks - Monty D
- Jermaine Washington - Truck
- Cajardo Rameer Lindsey - Benny (como Cajardo Lindsey)
- Ivan G'Vera - Constantine
- J.D. Garfield - Cesare
- Noel Gugliemi - Salvator
- Rio Alexander - Manny
- Dylan Kenin - Sasha
- Johnnie Hector - Romero
- Binh Dang - Supervisor
- Noel Gugliemi – Gangster de Cesare
- Jesus Jr. – Segurança do Clube de Strip
- Frank Mir – Guarda-costas de Alexander após Motim na Prisão